# Firmo (usurpatore IV secolo)
Firmo (latino: Firmus; ... – 375) è stato un politico romano usurpatore contro l'imperatore romano Valentiniano I, che si rivoltò in Africa (372-375).

## Biografia
Firmo era un berbero, figlio del principe di Mauretania Nubel, il quale a sua volta era un potente ufficiale romano, di fede cristiana; fu quindi fratello di Zammac, Gildone, Mazuca, Mascezel, Dius e Cyra. Quando Nubel morì, Firmo uccise il fratellastro Zammac, che si era illegalmente appropriato dei beni di Nubel, e divenne erede e successore del padre. Nel 371 entrò in contrasto con il comes Africae Romano, sostenitore di Zammac. Romano aveva rifiutato la protezione dalle incursioni delle tribù africane a quelle città romane che si erano rifiutate di pagargli delle tangenti: questo comportamento aveva peggiorato la situazione in Africa negli anni 360. Firmo provò ad avere udienza da Valentiniano, ma Romano, con il supporto del magister officiorum Remigio, riuscì a farglielo negare. Allora Firmo iniziò una rivolta che durò dal 372 al 375.
La rivolta di Firmo contro Romano obbligò Valentiniano ad agire contro l'usurpatore, ma anche contro il corrotto ufficiale. Valentiniano inviò in Africa il proprio magister militum, Teodosio (il padre dell'imperatore Teodosio I), con l'ordine di deporre Romano. Firmo cercò di trovare un compromesso con il rappresentante di Valentiniano, ma Teodosio si rifiutò di trattare con Firmo, che si era proclamato imperatore. Sostenuto dalle tribù africane, Firmo costrinse Teodosio a una campagna sanguinosa e inconcludente: alla fine, però, fu tradito da uno dei suoi sostenitori, e scelse di suicidarsi per non farsi catturare.
È importante notare il sostegno dato da Firmo ai donatisti contro i sostenitori del Credo di Nicea: arrivò a ordinare la morte degli abitanti di Rusuccuru che professavano il credo. Dopo la sua morte, Valentiniano promulgò delle leggi contro i donatisti. È anche probabile che Firmo fu la figura storica cui si ispirò l'autore della Historia Augusta per inventare l'usurpazione di Firmo (usurpatore III secolo) contro Aureliano.